# Abraham Bosse
Pour les articles homonymes, voir Bosse.
Abraham Bosse, né à Tours entre 1602 et 1604 et mort à Paris le 14 ou le 16 février 1676, membre de l'Académie royale de peinture et de sculpture, fut l'un des meilleurs graveurs français du XVIIe siècle. Théoricien de la gravure, prosélyte des méthodes projectives de Girard Desargues, son œuvre est un emblème de l'art baroque français.

## Biographie
Abraham Bosse est le fils de Louis Bosse, tailleur protestant d'origine allemande ayant immigré à Tours, et de Marie Martinet. 
Il fait son apprentissage auprès du graveur Melchior Tavernier, à partir de 1620. Ses premières gravures d'interprétation, d'après les Jardinières du lorrain Jacques Bellange, datent de 1622. En 1629, il rencontre l'aquafortiste Jacques Callot, de passage à Paris, dont il devient le collaborateur et l'ami, et subit sans aucun doute son influence (emploi du vernis dur, plus exigeant techniquement, mais permettant des tracés plus nets).
Il a épousé Catherine Sarrabat au temple protestant de Tours, le 9 mai 1632.

### La rencontre avec Desargues

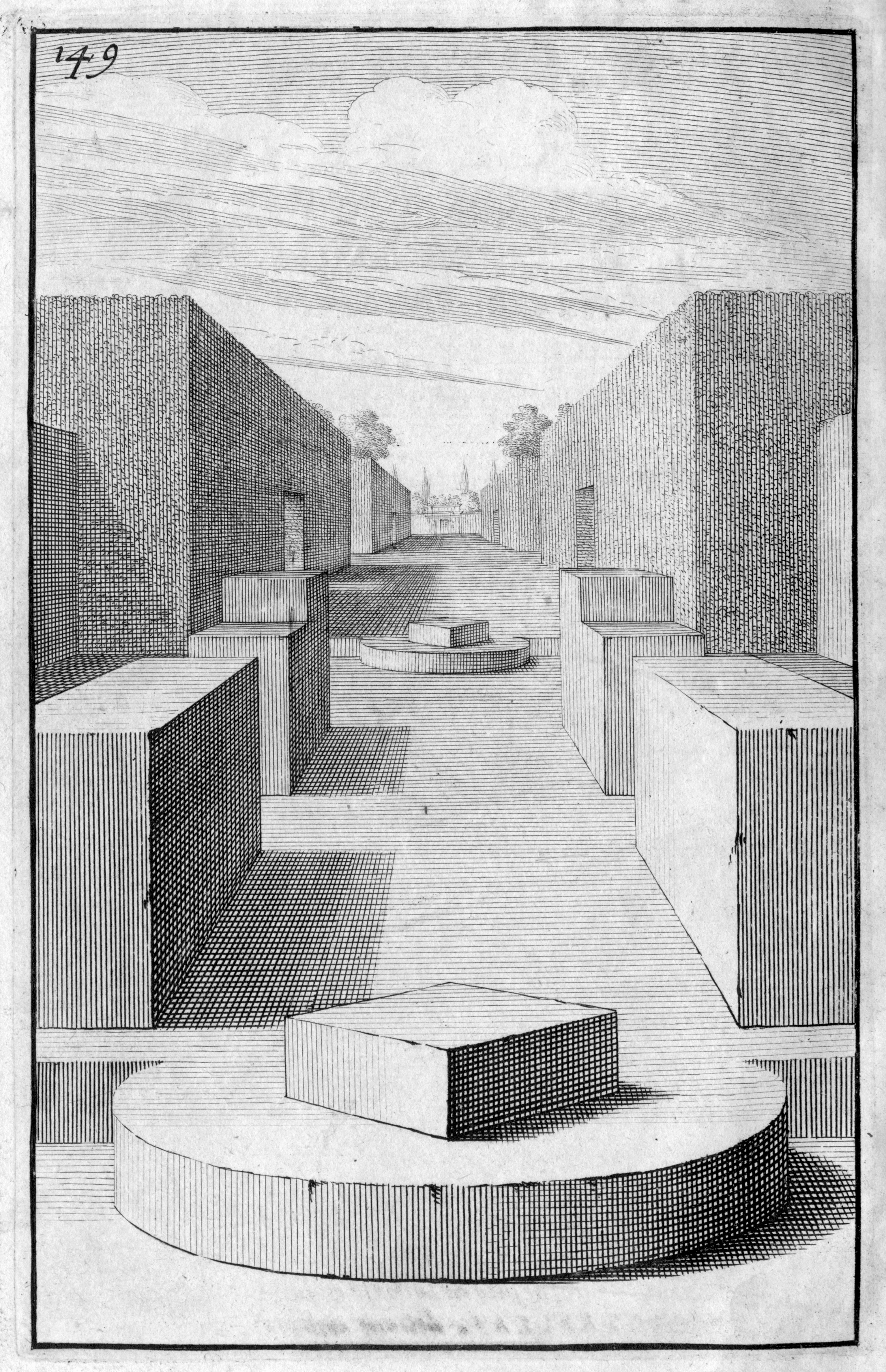
Abraham Bosse, Manière universelle de M. Desargues pour praticquer la Perspective, Paris 1647

L'architecte et géomètre Girard Desargues avait ouvert à Paris un cours privé pour enseigner aux artisans (tailleurs de pierre, charpentiers, graveurs, fabricants d'instruments) les applications de sa technique de perspective linéaire, qui introduit implicitement (par le fait que les fuyantes parallèles concourent à l'infini) et pour la première fois l'idée d'un point à l'infini.
Bosse fréquente cette institution à partir de 1641, et devient dès lors le propagandiste le plus actif et le plus influent de l'architecte lyonnais. Non content d'utiliser la perspective arguésienne dans ses gravures, il publie une série complète de traités sur cette technique et ses applications multiformes : La manière universelle de M. des Argues Lyonnois pour poser l'essieu & placer les heures & autres choses aux cadrans au Soleil, La pratique du trait à preuve de M. des Argues Lyonnois pour la coupe des pierres en Architecture (1643), Manière universelle de M. des Argues pour pratiquer la perspective par petit-pied comme le géométral (1648), Moyen universel de pratiquer la perspective sur les tableaux ou surfaces irrégulières. (1653). Parmi les superbes planches qui illustrent ces traités, celle intitulée Les Perspecteurs est à ce point suggestive de la démarche géométrique qu'elle est aujourd'hui une illustration « classique » des éditions de Descartes, ou des livres de géométrie.

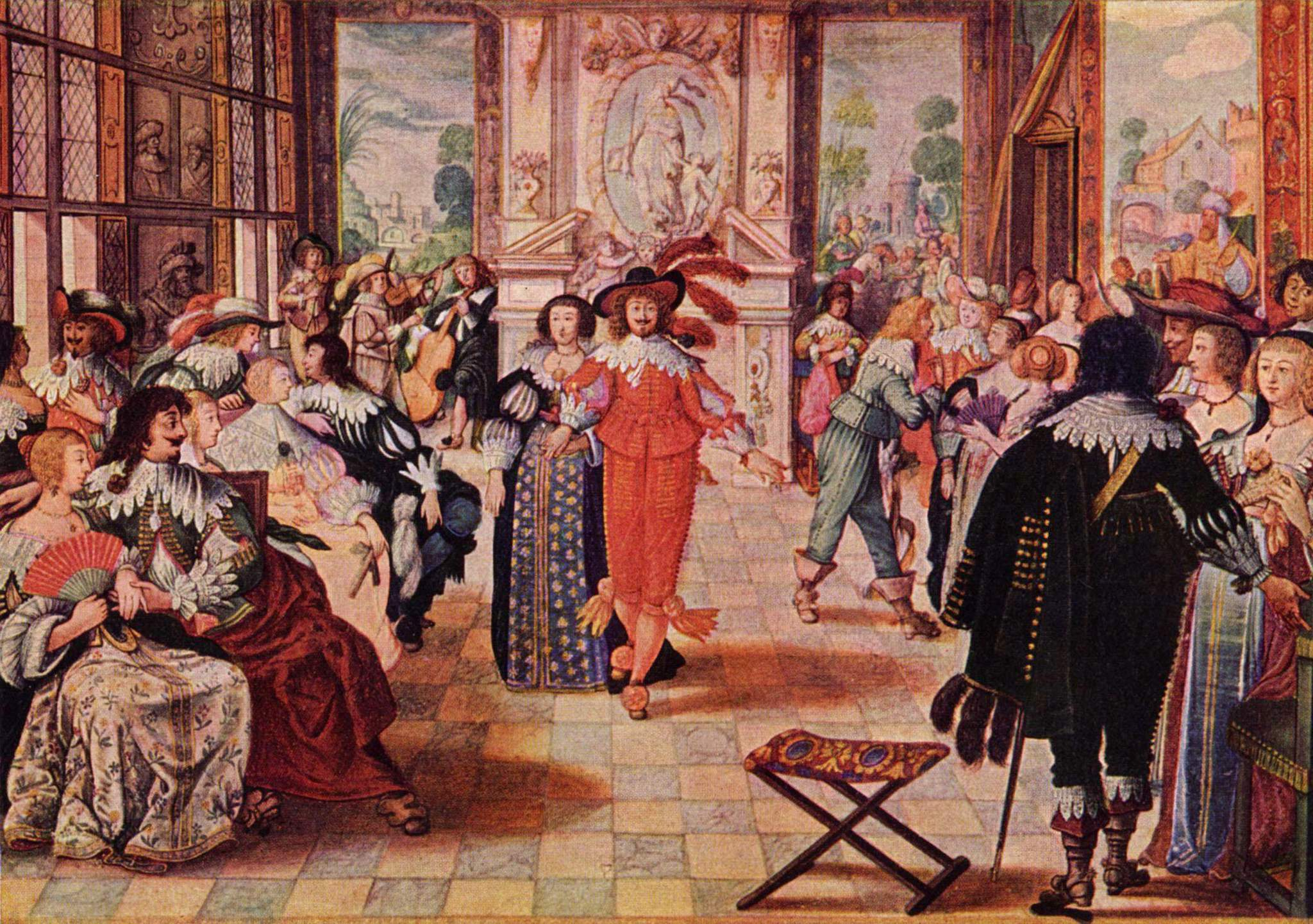
Le bal, tiré de la série Le Mariage à la ville (1633)

### La lutte académique
Desargues avait dû lutter durement pour faire admettre ses méthodes auprès des corporations et des architectes, et Bosse, en le relayant sur le champ du dessin et de la peinture, va lui-même devenir cible d'une polémique. Lorsqu'en 1648 Mazarin fonde l'Académie royale de peinture et de sculpture, c’est Abraham Bosse qui est choisi - sur la recommandation de Laurent de La Hyre - pour y enseigner la perspective et la gravure. Mais à partir de 1651, une opposition de méthode sur la finalité de la perspective avec Charles Le Brun et ses séides l'entraîne dans une polémique acerbe. En 1660, un autre membre de l'Académie, Le Bicheur, fait paraître son Traité de Perspective dédié à Charles le Brun. Abraham Bosse l’accuse aussitôt de plagiat. Le peintre Charles Errard accuse à son tour Abraham Bosse de plagiat. Bosse est exclu de l'institution royale en 1661. Il fonde alors une école privée pour y poursuivre l'enseignement des méthodes arguésiennes. Elle est fermée par un arrêt royal du 24 novembre 1662. Abraham Bosse continue toutefois à exposer ses principes théoriques dans ses écrits. C’est ainsi qu’il publie en 1665 les lectures qu’il avait données à l’Académie, le Traité des pratiques géométrales et perspectives enseignées dans l’Académie royale de la peinture et sculpture. Abraham Bosse est remplacé à l'Académie royale de peinture le 6 mai 1662 par Étienne Migon comme professeur de géométrie et de perspective. Étienne Migon avait publié en 1643 la Perspective spéculative et pratique du Sieur Aleaume,.
Le Brun et Grégoire Huret défendaient l'idée d'un « beau idéal » qui ne peut être l'œuvre que du « génie » propre et de l'imagination de l'artiste ; idée à laquelle Bosse, plus naturaliste et plus technicien, n'adhérait pas.

### Le graveur scientifique
Pendant la première partie de sa carrière, Bosse traitait surtout de scènes de genre, voire de thèmes religieux à l'occasion. Fils de tailleur, il était aussi passionné par les costumes, et l'on peut regarder sa production graphique à cette époque comme une forme de « réclame » avant l'heure pour la production familiale.
Le travail qu'il avait effectué auprès de Desargues l'avait toutefois fait connaître d'un nombre croissant d'auteurs et, après la mort de Desargues, sa production graphique concerne essentiellement l'illustration d'ouvrages scientifiques. Il poursuivit aussi son travail didactique sur les arts graphiques et la perspective.
C'est Abraham Bosse qui contribua à diffuser les innovations apportées par Jacques Callot (telles que l'utilisation du vernis dur et de l'échoppe), au travers de son ouvrage : Traicté des manières de graver en taille douce sur l'airin par le moyen des eaux-fortes, de 1645. Cet ouvrage connaîtra une large diffusion dans toute l'Europe, où il sera traduit en une dizaine de langues jusqu'au XIXe siècle, telles que l'italien, le hollandais, l'allemand, l'anglais et le portugais (auquel il faudrait aujourd'hui ajouter le japonais).
Cependant, à la différence de Callot (qui cherchait dans l'eau-forte le moyen de graver des œuvres pleines de vie et riches en petits détails), le but d'Abraham Bosse était de réussir à obtenir avec l'eau-forte un résultat aussi proche que possible du burin. Ceci l'amena à une adaptation du vernis dur que lui avait fait découvrir Callot.
Son œuvre à l'eau-forte retrouve en effet la rigueur un peu austère du burin, tout en en évitant le côté compassé. Il excelle dans la mise en scène d'hommes et de femmes élégants, souvent situés dans de somptueux intérieurs, et mettant en valeur les costumes portés à l'époque de Louis XIII, pendant laquelle s'exerça la première partie de sa carrière ; mais c'est aussi dans ses gravures décrivant les divers métiers et scènes de la vie quotidienne que l'on découvre son talent.

## Œuvres

### Estampes et illustrations

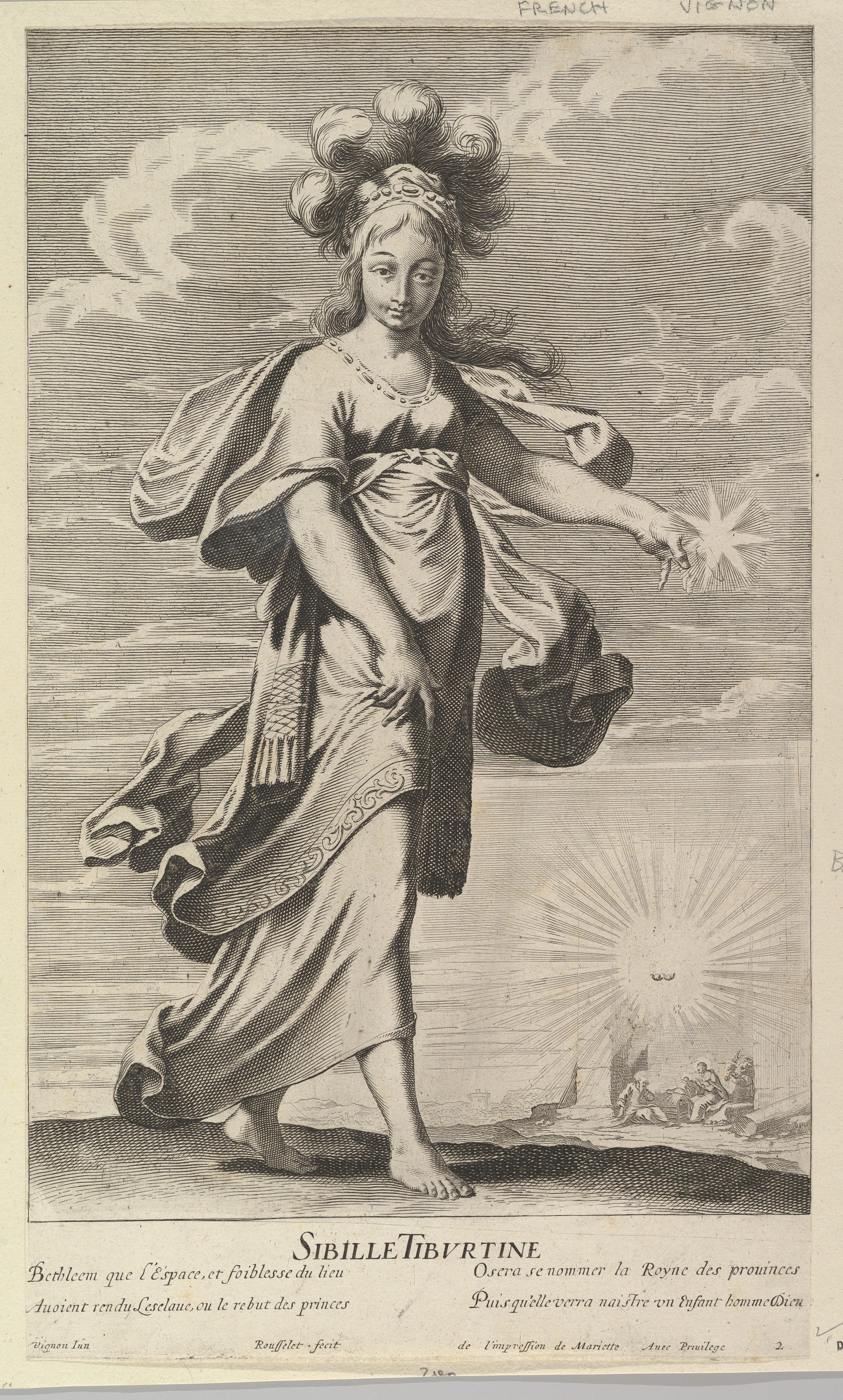
Sibille Tiburtine ou Sibylle Tiburtine, de la série des Douze Sybilles, dont la figure est gravée par Gilles Rousselet et l'arrière plan par Abraham Bosse. Metropolitan Museum of Art (New York)

- Le jardin de la Noblesse françoise sur Gallica, estampe, 1629.
- Petits métiers et cris de Paris sur Gallica (réédition de 1905, ca. 1630), du Vte de Savigny de Moncorps, gravures d'Abraham Bosse.
- Les gardes françoises (1632)
- Le mariage à la ville, le mariage à la campagne (1633)
- Les métiers[12] (1635?)
- Série Les cinq sens (v. 1638[13])
- Série de planches pour L'Ariane (1639)
- Le frontispice du Léviathan de Thomas Hobbes (1651) est l'œuvre d'Abraham Bosse
- Série de planches pour La Pucelle ou la France délivrée (1656). Nemours, Château-Musée, 2017.0.73 à 2017.0.84.
- Mémoires pour servir à l'histoire des plantes, de Denis Dodart (1676), 39 planches botaniques[14]

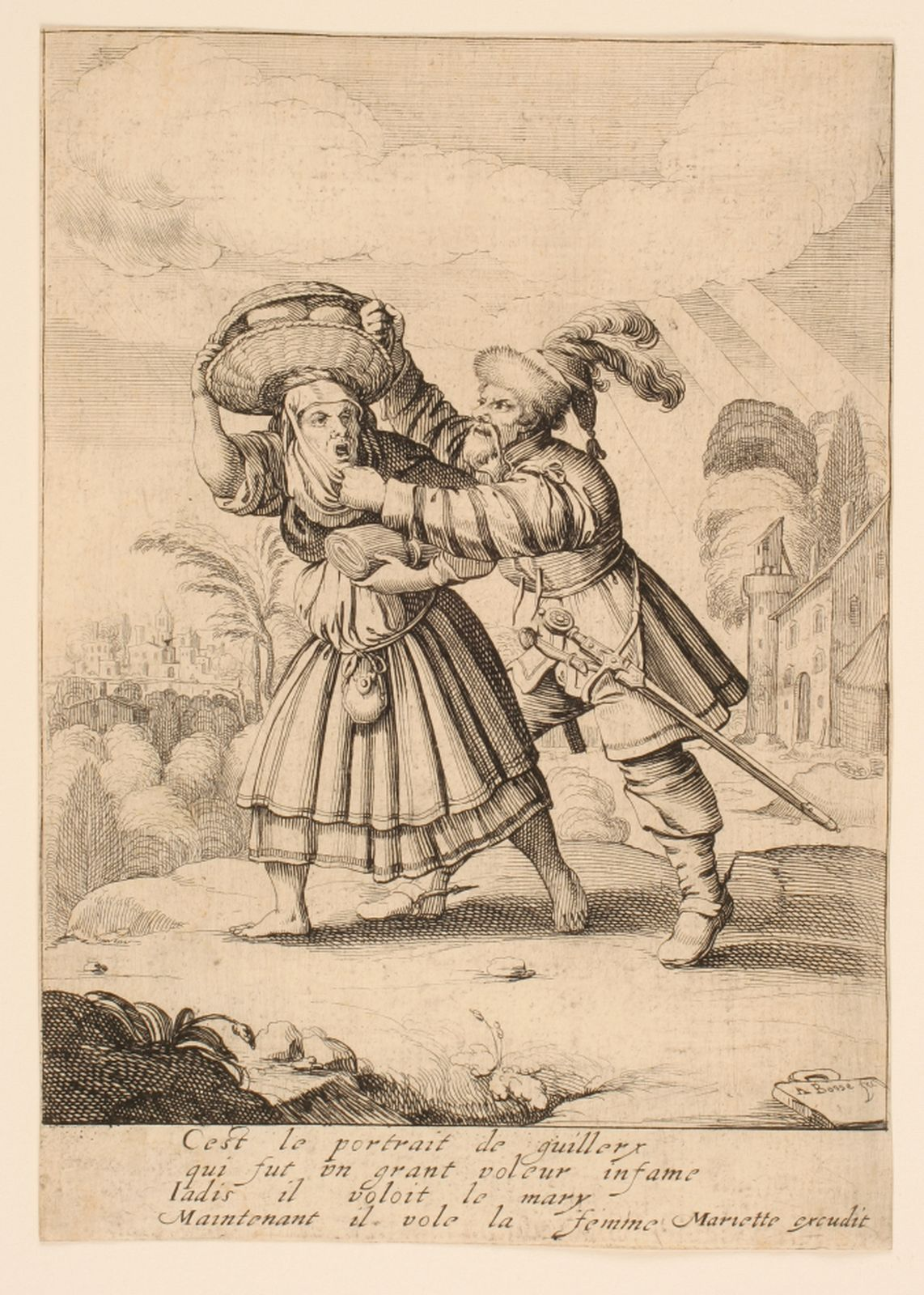
Compère Guillery, Abraham Bosse, édité par Pierre Ier Mariette, 1632-1657, estampe à l'eau-forte, 15.2 x 11.8 cm, Musée des Beaux-Arts de Nancy, inv. TH.99.15.3498. Inscription dans la marge inférieure : C'est le portrait de guillery / qui fut vn grand voleur infame / Iadis il voloit le mary / Maintenant il vole la femme

### Ouvrages techniques
- La manière universelle de M. des Argues Lyonnois pour poser l'essieu & placer les heures & autres choses aux cadrans au Soleil (1643)
- La pratique du trait à preuve de M. des Argues Lyonnois pour la coupe des pierres en Architecture (1643)
- De la manière de graver à l'eau-forte et au burin sur Gallica, Paris (1645)
- Traité des manières de graver en taille douce sur l'airin par le moyen des eaux-fortes... sur Gallica, Paris (1645)
- Manière universelle de M. des Argues pour pratiquer la perspective par petit-pied comme le géométral..., Paris (1648)
- Moyen universel de pratiquer la perspective sur les tableaux ou surfaces irrégulières... sur Gallica, Paris (1653)
- Des ordres des colonnes (1664)
- Traité des pratiques géométrales et perspectives enseignées dans l'Académie royale de la peinture et sculpture sur Gallica (1665)